# Bartolomeu Varela

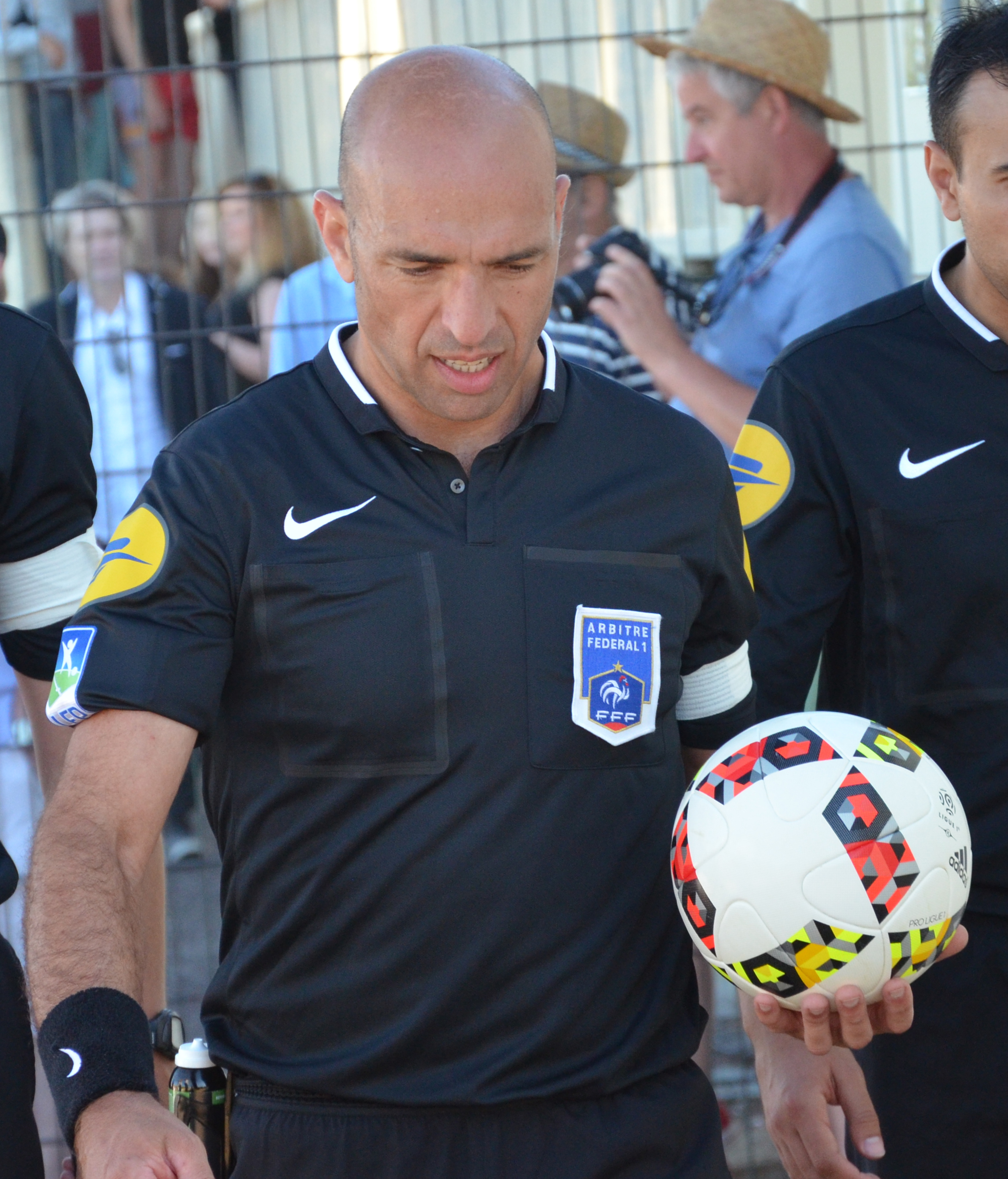
Bartolomeu Varela (2016)

Bartolomeu Varela Teles (* 6. Juli 1973 in Malo-les-Bains, Département Nord) ist ein ehemaliger französischer Fußballschiedsrichter.
Varela leitete von 2009 bis 2022 insgesamt 143 Spiele in der französischen Ligue 2 und von 2010 bis 2017 insgesamt 132 Spiele in der Ligue 1.
2017 wurde Varela in die Ligue 2 herabgestuft. In dieser wurde er bei den Trophées UNFP du football 2021 zum besten Schiedsrichter der Saison in der Ligue 2 gewählt.
Im Oktober 2022 wurde Varela wegen falscher Nachweise über die Erstattung von Flugkosten mit sofortiger Wirkung als Schiedsrichter ausgeschlossen.